# Barbara Gąsiorowska
Barbara Gąsiorowska z domu Borkowska (ur. 1954) – polska agronomka; profesor doktor habilitowana inżynier nauk rolniczych, prorektor Uniwersytetu Przyrodniczo-Humanistycznego w Siedlcach (2012–2016).

## Życiorys
W 1978 ukończyła agronomię na Akademii Rolniczo-Technicznej im. Michała Oczapowskiego w Olsztynie. W 1991 doktoryzowała się z zakresu agronomii w Wyższej Szkole Rolniczo-Pedagogicznej w Siedlcach na podstawie pracy Produkcyjność podstawowych gatunków roślin korzeniowych w zależności od deszczowania i nawożenia mineralnego (promotor: Feliks Ceglarek). Habilitację uzyskała w 2001 w Akademii Podlaskiej na podstawie dorobku naukowego, w tym dzieła Straty przechowalnicze bulw ziemniaka jadalnego i możliwości ich ograniczenia. W 2014 otrzymała tytuł naukowy profesora nauk rolniczych.
Zawodowo związana z siedlecką uczelnią, gdzie pracuje na stanowisku profesor nadzwyczajnej. Pełniła bądź pełni liczne funkcje, m.in. prorektor ds. dydaktyki i wychowania (2012–2016), dyrektorki Instytutu Agronomii.
Wypromowała jednego doktora. Członkini Komitetu Uprawy Roślin, Wydziału II Nauk Biologicznych i Rolniczych PAN.